# Olax zeylanica
Olax zeylanica är en tvåhjärtbladig växtart som beskrevs av Carl von Linné. Olax zeylanica ingår i släktet Olax och familjen Olacaceae. Inga underarter finns listade i Catalogue of Life.